# Náměstí republiky (Split)
Náměstí republiky (chorvatsky Trg republike), též neformálně známý pod názvem Prokurative, je hlavní náměstí v chorvatském přístavním městě Split. Nachází se na západním okraji bývalého Diokleciánova paláce. Od pobřeží moře jej odděluje Náměstí Franja Tuđmana, západně od něj začíná splitská Varoš. Známé je také jako místo, kde se pravidelně pořádá Festival zábavné hudby Split (chorvatsky Festival zabavne glazbe Split).
O výstavbu prostranství a přilehlých budov se zasloužil proslulý starosta Splitu Antonio Bajamonti, který chtěl město modernizovat. Zastavena tak byla velká zelená plocha, známá pod názvem Marmontov perivoj. Při projektu se tvůrci inspirovali náměstím Svatého Marka v Benátkách (Procuratie Vecchie a Procuratie Nuove). Jako první zde bylo v 50. letech 19. století postaveno divadlo. To 27. prosince 1859 vyhořelo a později bylo v pozměněné podobě obnoveno. Západní křídlo areálu bylo postaveno v letech 1863–1867 v novorenesančním stylu. V roce 1905 bylo renovováno a fasáda ozdobena maskarony. Výstavbu východního křídla komplikovala stavební povolení a neshody s vlastníky pozemků. Nakonec bylo postaveno ve dvou etapách v letech 1909–1911 a 1927–1928.

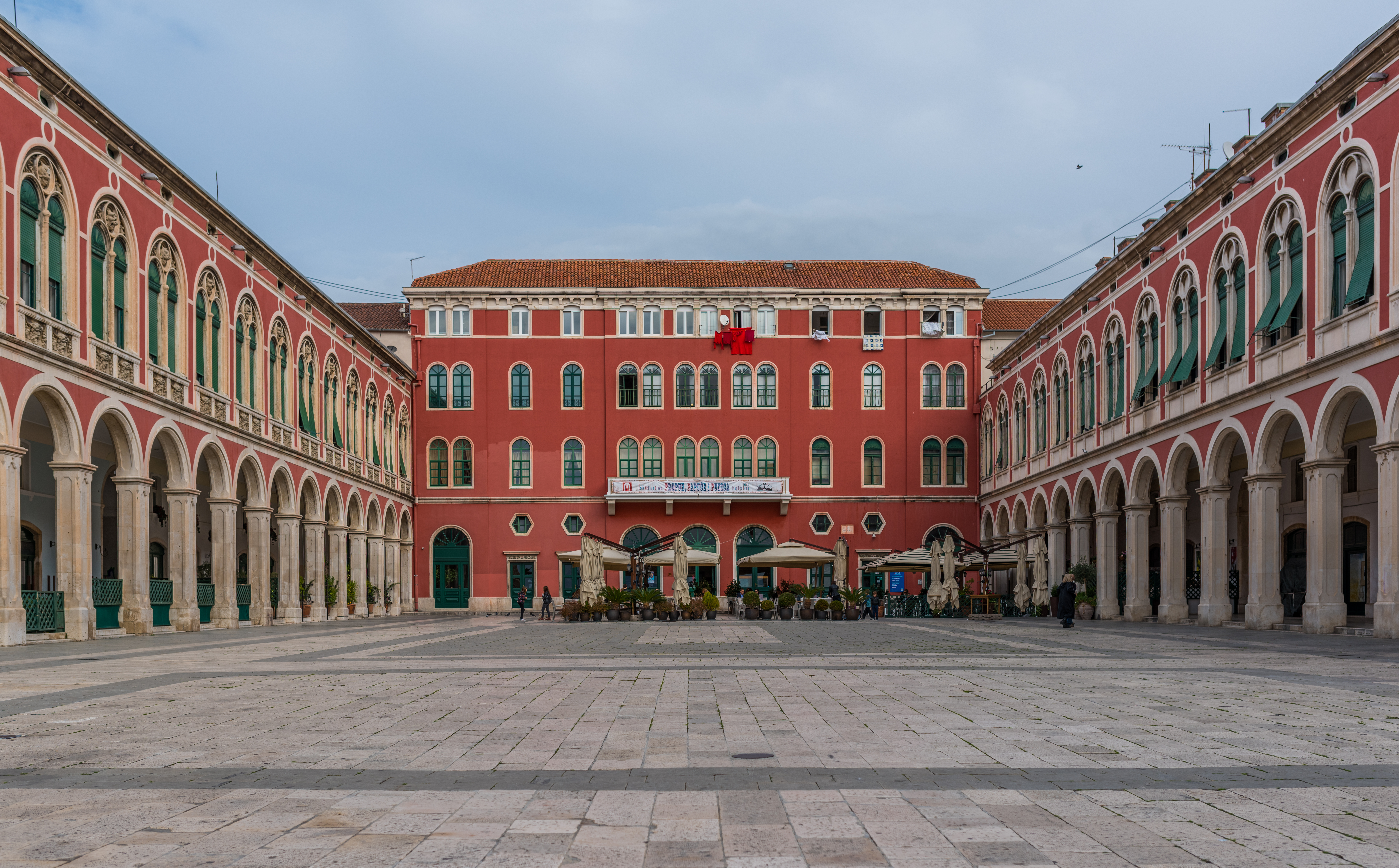
Budova divadla
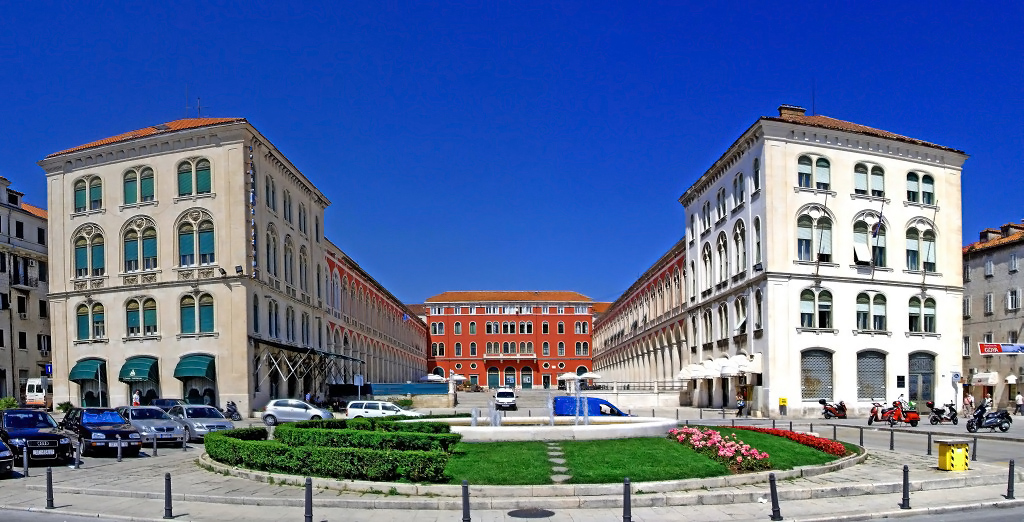
Pohled od jihozápadu
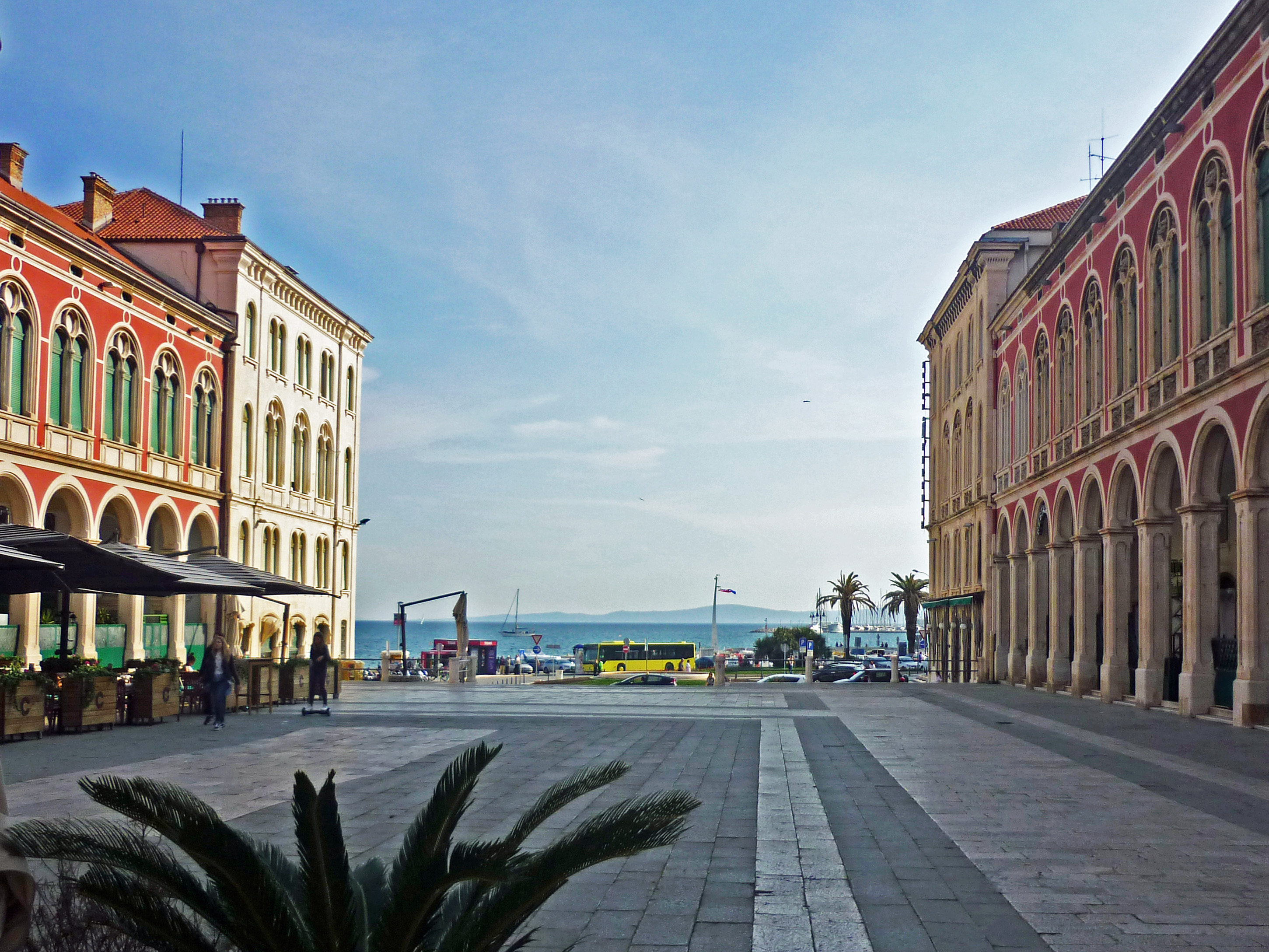
Pohled od severovýchodu
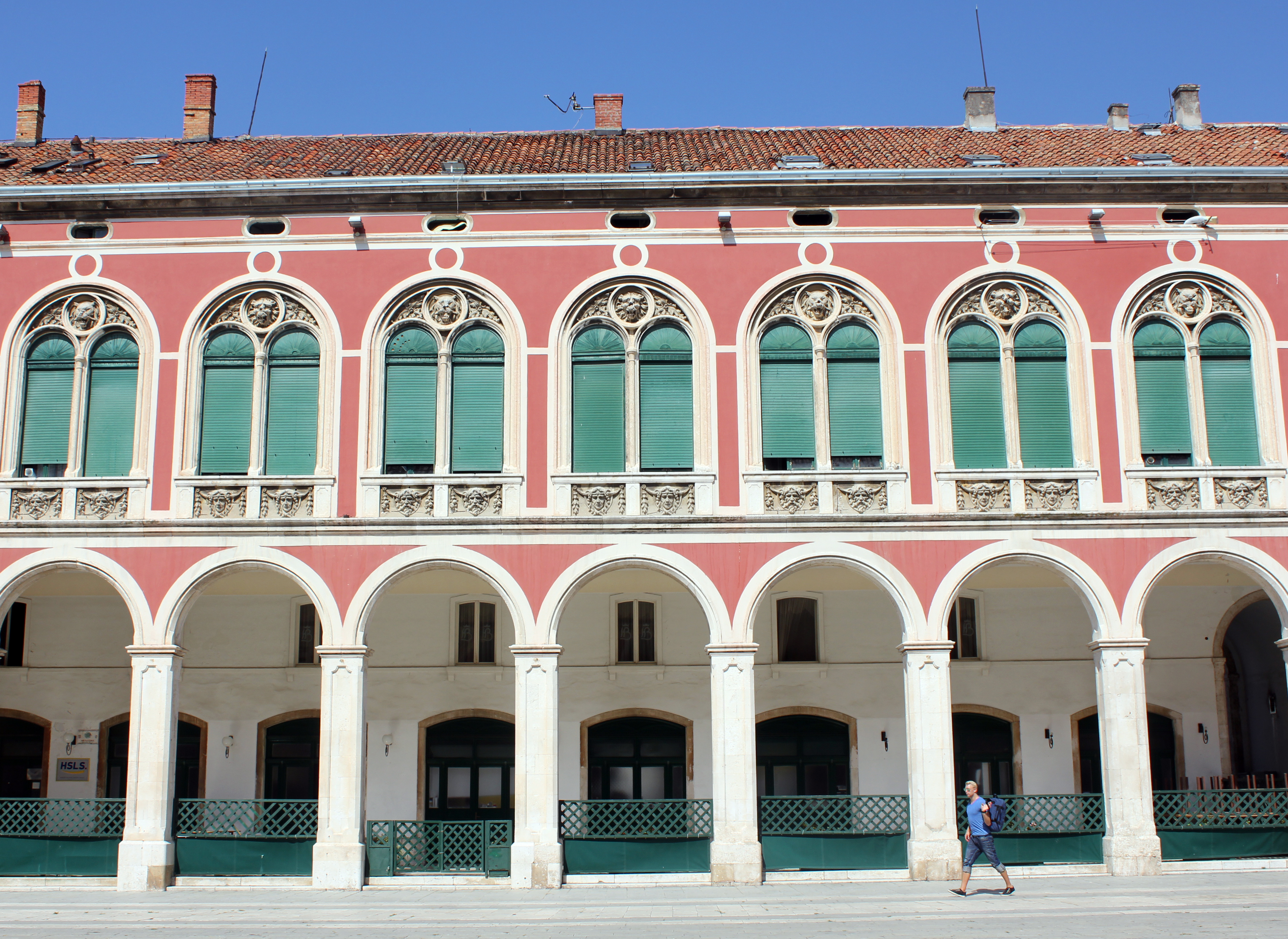
Detail fasády západního křídla